# Dicyrtoma mithra
Dicyrtoma mithra är en urinsektsart som beskrevs av John L. Wray 1949. Dicyrtoma mithra ingår i släktet Dicyrtoma och familjen Dicyrtomidae. Inga underarter finns listade i Catalogue of Life.